# Condado de Somervell
O Condado de Somervell é um dos 254 condados do estado norte-americano do Texas. A sede do condado é Glen Rose, e sua maior cidade é Glen Rose.
O condado possui uma área de 497 km² (dos quais 12 km² estão cobertos por água), uma população de 6 809 habitantes, e uma densidade populacional de 14 hab/km² (segundo o censo nacional de 2000).
Foi criado em 1875. É o menor condado em extensão territorial do Texas.